# 自発的な奴隷
自発的奴隷制（じはつてきどれいせい、Voluntary slavery）とは、他の奴隷制度と理論的に区別される、自己売買や取引に基づく奴隷制度である。

## 起源
この概念の起源は古代にまでさかのぼる。例えば、ハンムラビ法典は「個人は担保を提供して借入が可能なほか、自分自身や家族を奴隷として売ることができる」と明示している。 しかし、他の翻訳によれば、「借金の返済請求を履行せず、自己および妻、息子、娘を金銭で売却、あるいは強制労働に付された場合、その者は買い手または所有者の家で3年間働かなければならず、4年目には自由の身となる」と訳されている。
これは、人々が借金の対価として自らを奴隷として売ったのではなく、奴隷制度が単に借金返済ができなかった場合の標準的な罰則であったと解釈できる。

## 現代的な意味
アメリカのリバタリアン哲学者であるロバート・ノージック（Robert Nozick）は、自身の著書『アナーキー・国家・ユートピア』（Anarchy, State, and Utopia）において、この概念を擁護した。
翻訳文: 個人に関する同様の疑問として、自由制度が自らを奴隷として売ることを許容するか否かが問題となる。私はそう考える。（他の著者は反対している。）さらに、自由制度は、そのような取引に一切参加しないと永久に誓約することも認める。—Robert Nozick, (1974)、『Anarchy, State, and Utopia』、p.331 
他の少数のリバタリアンも、彼のこのような主張に同調した。このような認識は普遍的ではなく、大多数の学者は彼の主張が自己矛盾だと考え、反発した。別のリバタリアンであるマレー・ロスバード（Murray Rothbard）は、この概念が深刻な自己矛盾に基づいていると主張した。
ノージックはロックが語った意味での自然法の概念を受け入れず、ブロック(W. Block)もこの点については同様の見解を持っていたため、多くの同僚からの批判にもかかわらずこの見解を堅持した。
一方、「自発的な奴隷」という用語は、さまざまな主題に関する議論で修辞的に用いられることが多い。たとえば、資本主義の批判者は、資本主義における賃金労働制度を、あたかも自発的であるかのように装飾された「賃金奴隷制度」（Wage Slavery）に他ならないとして、人間の尊厳に反すると主張する場合がある。
翻訳文:契約理論（および右派リバタリアニズム）の核心的な疑問は、いわゆる「人々は自由であるか」という問いではなく、「人々は望むままに自らを従属させる自由を有しているか」という問いである。これは、自由の意味を正しく理解していない者にしか成立しない、全く異なる問題である。—Iain Mckay、《Appendix: Anarchism and "Anarcho"-capitalism》